# Eucharia festivella
Eucharia festivella là một loài bướm đêm thuộc phân họ Arctiinae, họ Erebidae.